# Суадженра Небирирау I
Суадженра Небирирау I — фараон Древнего Египта, правивший приблизительно в 1601—1582 годах до н. э. Представитель XVII династии (Второй переходный период).

## Артефакты правления
Точное положение Небереау I среди фараонов Второго переходного периода не установлено. Некоторые специалисты, в том числе Ким Рихолт и Жак Кинар, причисляют его в XVI династии, которую они определяет как фиванскую династию.
Полная пятичленная титулатура царя Суадженра Небирирау I сохранилась на исключительно интересной стеле, воздвигнутой в его правление у Карнакского храма и найденной там в 1927 году. Стела помечена первым годом правления Суадженра Небирирау I. На этой, получившей название, Юридической стеле приведен текст договора, согласно которому наместник Нехеба Кабеси передавал свою должность брату Собекнахту I и его потомкам на вечные времена, в обмен на списание долга, равного примерно 5 кг золота. Здесь же описаны все действия, совершённые двумя ведомствами фараоновской администрации, палатой докладчика северного варет (подразделения) и палатой визиря для оформления сделки. Эта стела не только представляет интерес как административный и юридический памятник, но является важным свидетельством того, что Небирирау I правил не позднее, чем через три поколения после царя конца XIII династии Мерхотепра Ини, ибо дед Кабеси был современником этого фараона. Ныне эта небольшая стела, на которой изображён фараон Небирирау I, стоящий перед богиней истины Маат, входит в египетскую коллекцию Боннского музея.

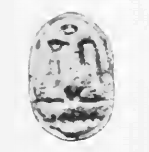
Изображение скарабея фараона Суадженра (Небирирау I), ныне находящегося в музее Питри (UC 11608). Фаянс

Помимо данного памятника, имя Суадженра Небирирау I засвидетельствовано в двух царских списках Нового царства — в Карнакском списке, под своим тронным именем Суадженра (№ 38) и Туринском папирусе, под личным именем Ра-Небирирау (XIII колонка, строка 5).
Тронное имя Суадженра стоит на лезвии бронзового кинжала, по типу относящегося к эпохе позднего Среднего царства, который был найден в Ху (греч. Диосполис Парва), в 110 км вниз по течению от Фив.
Обнаружены также в некоторое количество амулетов в виде скарабеев, надписанные именем Суадженра Небирирау I. Все они были сделаны из глины или фритты, а не мыльного камня, как обычно. Видимо, во время его правления не проводилось никаких экспедиций в каменоломни. Два скарабея этого царя были найдены в Лиште, в районе Файюма, который в то время был частью царства гиксосов; эта находка может свидетельствовать о дипломатических контактах между фиванской династией и гиксосами во время правления Небирирау I, хотя характер этих взаимоотношений неясен.
Тронное имя Небирирау I Суадженра — наряду с эпитетами «добрый бог» и «умерший», — написано на основании бронзовой статуэтки бога Гарпократа, ныне находящейся в Каирском музее (JE 38189), наряду с другими царскими именами, два из которых – Яхмос и Бинпу – по-видимому, принадлежали князьям XVII династии. Статуэтка также упоминает «доброго бога Неферкара, умершего». Это имя, как принято считать, является тронным именем предполагаемого сына и преемника Небирирау I, Небирирау II. Однако эта статуэтка явно не современна той эпохе, поскольку культ Гарпократа был введен в период Птолемеев, то есть примерно через 1500 лет после того, как жили персоны, названные на статуэтке.

## Имена Суадженра Небирирау I
| G5 |

| G5 |

| S29 | M13 | N17 · N18 |

| S29 | M13 | N17 · N18 |

| G16 |

| G16 |

| R8 | L1 | Z3 |

| R8 | L1 | Z3 |

| G8 |

| G8 |

| F35 | N28 · D36 | G43 |

| F35 | N28 · D36 | G43 |

| nswt&bity |

| nswt&bity |

| N5 | S29 | M13 | Y1 · N35 |

| N5 | S29 | M13 | Y1 · N35 |

| N5 | S29 | M13 | Y1 · N35 |

| N5 | S29 | M13 | Y1 · N35 |

| N5 | S29 | M13 | Y1 · N35 |

| N5 | S29 | M13 | Y1 · N35 |

| N5 | S29 | M13 | Y1 · N35 |

| N5 | S29 | M13 | Y1 · N35 |

| G39 | N5 |

| G39 | N5 |

| V30 | M17 | D21 · Z4 | D21 · F40 |

| V30 | M17 | D21 · Z4 | D21 · F40 |

| V30 | M17 | D21 · Z4 | D21 · F40 |

| V30 | M17 | D21 · Z4 | D21 · F40 |

| V30 | M17 | D21 · Z4 | D21 · F40 |

| V30 | M17 | D21 · Z4 | D21 · F40 |

| V30 | M17 | D21 · Z4 | D21 · F40 |

| V30 | M17 | D21 · Z4 | D21 · F40 |

| V10A | N5 | V30 | M17 | D21 · Z4 | F40 | Z7 | Y1 · Z2 | V11A |

| V10A | N5 | V30 | M17 | D21 · Z4 | F40 | Z7 | Y1 · Z2 | V11A |